# Revest-Saint-Martin
Revest-Saint-Martin település Franciaországban, Alpes-de-Haute-Provence megyében. Lakosainak száma 82 fő (2022. január 1.). Revest-Saint-Martin Fontienne, Montlaux, Saint-Étienne-les-Orgues és Sigonce községekkel határos.

## Népesség
A település népessége az elmúlt években az alábbi módon változott:
| Lakosok száma | 59   | 60   | 77   | 89   | 62   | 69   | 85   | 88   | 88   | 82   |
|               | 1968 | 1982 | 1990 | 2006 | 2013 | 2015 | 2017 | 2019 | 2020 | 2022 |